# Óvár (Szlovákia)
Óvár (szlovákul: Olováry) község Szlovákiában, a Besztercebányai kerületben, a Nagykürtösi járásban.

## Fekvése
Nagykürtöstől 13 km-re délkeletre, az Ipoly folyó völgyében fekszik.

## Története
A falut IV. Béla 1245. szeptember 9-én kelt oklevelében "Olwar" alakban említik először, de valószínűleg sokkal régebbi alapítású. Az 1731-es egyházi vizitáció szerint a település temploma 1076-ban már létezett. Kezdetben Hont várának tartozéka volt, a későbbiekben története szorosan kapcsolódik a közeli Kékkő várának történetéhez. Az 1548. évi adóösszeírásban a község "Olvar" néven szerepel. A 14.-15. században Divény várának tartozéka volt. 1554 és 1593 között török uralom alatt állt, a török közigazgatásban a Nógrádi szandzsák része volt. 1598-ban Balassa Zsigmond a birtokosa. 1660-ban a divényi és a kékkői uradalom része, de fejlődése csak az 1680-as években, a török végleges kiűzése után indult meg. 1740-ben a Koháry család birtoka lett, 1770-ben pedig fő birtokosai a Balassa és Zichy családok voltak.
Vályi András szerint "ÓVÁR. Német falu Nógrád Várm. földes Ura G. Balassa, és G. Zichy Uraságok, lakosai katolikusok, határja közép termékenységű, réttye, legelője meg lehetős."
Fényes Elek szerint "Óvár, magyar-tót falu, Nógrád vmegyében, 553 kath., 7 evang. lak. Kath. paroch. templom. Van jó földje, erdeje és szőlője. F. u. többen. Ut. p. Balassa-Gyarmat."
A 19. század elején a Forgách és Zichy családok a legnagyobb birtokosai. 1830-ban a termés csekély volta miatt éhségjárvány, 1831-ben pedig kolera pusztította. 1858. április 12-én tűzvész pusztított a faluban, a tűzben 78 ház, köztük az iskola is leégett. 1873-ban a kolerában 11-en haltak meg. 1875-ben életveszélyes volta miatt a régi templomot bezárták, majd 1881-ben le is bontották. A 19. század második felében megindult a szénbányászat a község határában, a bányák 1912-ig működtek, ekkor a gazdaságtalan kitermelés miatt bezárták őket.
A trianoni békeszerződésig Nógrád vármegye Balassagyarmati járásához tartozott, ezután Csehszlovákia része lett. 1938 és 1944 között újra Magyarországhoz tartozott.
A termelőszövetkezet 1959-ben alakult meg, ebben az évben vezették be a villanyt is a településen. 1963-ban megindult az autóbusz-közlekedés. Az új kultúrház 1973-ban épült fel.

## Népessége
| Év:            | 1994. | 2004.   | 2014.   | 2024.    |
| -------------- | ----- | ------- | ------- | -------- |
| Emberek száma: | 331   | 330     | 302     | 257      |
| Eltérés:       |       | -0,30 % | -8,48 % | -14,90 % |

| Év:            | 2023. | 2024.   |
| -------------- | ----- | ------- |
| Emberek száma: | 259   | 257     |
| Eltérés:       |       | -0,77 % |

1910-ben 540, túlnyomórészt magyar lakosa volt.
2001-ben 342 lakosából 255 magyar és 84 szlovák.
2011-ben 302 lakosából 228 magyar és 74 szlovák.

## Nevezetességei
- Szent Erzsébet tiszteletére szentelt római katolikus temploma 1883-ban épült. Oltárképét 1887-ben festették.
- A plébániát 1765-ben építették.

## Külső hivatkozások
- Hivatalos oldal
- Nemhivatalos oldal[halott link]
- Községinfó
- Óvár Szlovákia térképén